# Team Novo Nordisk/2017
Deze pagina geeft een overzicht van de Team Novo Nordisk-wielerploeg in 2017.

## Algemene gegevens
Teammanager: Vasili Davidenko
Ploegleiders: Massimo Podenzana, Gennadi Michajlov, Lionel Marie
Fietsmerk: Colnago

## Renners
| Naam                 | Geboortedatum | Nationaliteit | Ploeg 2016                    |
| -------------------- | ------------- | ------------- | ----------------------------- |
| Mehdi Benhamouda     | 02-01-1995    | Frankrijk     |                               |
| Fabio Calabria       | 27-08-1987    | Australië     | Team Novo Nordisk Development |
| Stephen Clancy       | 19-07-1992    | Ierland       |                               |
| Corentin Cherhal     | 19-01-1994    | Frankrijk     |                               |
| Gerd de Keijzer      | 18-01-1994    | Nederland     |                               |
| Romain Gioux         | 06-09-1986    | Frankrijk     | -                             |
| Joonas Henttala      | 17-09-1991    | Finland       |                               |
| Brian Kamstra        | 05-07-1993    | Nederland     |                               |
| Matyáš Kopecký       | 19-01-2003    | Tsjechië      |                               |
| Reid McClure         | 10-11-1995    | Canada        | Team Novo Nordisk Development |
| David Lozano         | 21-12-1988    | Spanje        |                               |
| Javier Mejías        | 30-09-1983    | Spanje        |                               |
| Andrea Peron         | 28-10-1988    | Italië        |                               |
| Charles Planet       | 30-10-1993    | Frankrijk     |                               |
| Umberto Poli         | 27-08-1996    | Italië        | -                             |
| Quentin Valognes     | 19-06-1996    | Frankrijk     | Team Novo Nordisk Development |
| Rik van IJzendoorn   | 22-08-1987    | Nederland     | -                             |
| Martijn Verschoor    | 04-05-1985    | Nederland     |                               |
| Christopher Williams | 10-11-1981    | Australië     |                               |

### Vertrokken
| Naam               | Geboortedatum | Nationaliteit    | Ploeg 2018 |
| ------------------ | ------------- | ---------------- | ---------- |
| Kevin De Mesmaeker | 24-07-1991    | België           | Gestopt    |
| Scott Ambrose      | 23-01-1995    | Nieuw-Zeeland    | Gestopt    |
| Nicolas Lefrançois | 27-04-1987    | Frankrijk        | Gestopt    |
| Benjamin Dilley    | 18-09-1991    | Verenigde Staten | Gestopt    |
| Ruud Cremers       | 02-01-1992    | Nederland        | Gestopt    |
| James Glasspool    | 08-06-1991    | Australië        | Gestopt    |

Androni-Sidermec-Bottecchia · Aqua Blue Sport · Bardiani-CSF · Caja Rural-Seguros RGA · CCC-Sprandi-Polkowice · Cofidis · Delko-Marseille Provence KTM · Direct Énergie · Fortuneo-Oscaro · Gazprom-RusVelo · Israel Cycling Academy · Nippo-Vini Fantini · Roompot-Nederlandse Loterij · Soul Brasil Pro Cycling · Sport Vlaanderen-Baloise · Team Manzana Postobón · Team Novo Nordisk · UnitedHealthcare Pro Cycling Team · Vérandas Willems-Crelan · Wanty-Groupe Gobert · WB Veranclassic Aqua Protect · Wilier Triestina-Selle Italia
2008 · 2009 · 2010 · 2011 · 2012 · 2013 · 2014 · 2015 · 2016 · 2017 · 2018 · 2019· 2020· 2021 · 2022 · 2023 · 2024 · 2025